# Avrămeni
Avrămeni is een Roemeense gemeente in het district Botoșani.
Avrămeni telt 3841 inwoners.